# Collaterale (finanza)
In finanza, un collaterale è un bene, reale o finanziario, concesso da chi contrae un debito al creditore come garanzia del ripagamento del debito stesso al momento della scadenza. In caso di inadempienza del mutuatario può essere utilizzata per compensare il prestito.
La presenza di tale garanzia in genere consente ai prestatori di offrire un tasso di interesse più basso sui prestiti.
Ad esempio, nel caso di un acquisto di immobile tramite mutuo ipotecario, l'immobile stesso funge da garanzia. Se l'acquirente non riesce a rimborsare il prestito secondo il contratto di mutuo, il prestatore può ottenere la proprietà dell'immobile.
Alcuni tipi di collaterali possono essere scambiati sui mercati finanziari, al pari di azioni e obbligazioni.